# Gouvernement Šimonytė
République de Lituanie
Skvernelis Paluckas
Le gouvernement Šimonytė (en lituanien : Šimonytės ministrų kabinetas) est le gouvernement de la république de Lituanie entre le 11 décembre 2020 et le 12 décembre 2024, sous la 13e législature du Seimas.
Il est dirigé par la conservatrice Ingrida Šimonytė, vainqueure des élections législatives à la majorité relative. Il succède au gouvernement Skvernelis, de centre gauche.

## Historique du mandat
Ce gouvernement est dirigé par la nouvelle Première ministre de centre droit Ingrida Šimonytė. Il est constitué et soutenu par une coalition gouvernementale de centre droit entre l'Union de la patrie - Chrétiens-démocrates lituaniens (TS-LKD), le Mouvement libéral de la république de Lituanie (LRLS) et le Parti de la liberté (LP). Ensemble, ils disposent de 74 députés sur 141, soit 52,5 % des sièges du Seimas.
Il est formé à la suite des élections législatives des 11 et 25 octobre 2020.
Il succède ainsi au gouvernement de Saulius Skvernelis, constitué par une entente entre l'Union lituanienne agraire et des verts (LVŽS), le Parti social-démocrate travailliste de Lituanie (LSDDP) et l'Action électorale polonaise de Lituanie (LLRA), et bénéficiant du soutien sans participation de l'Union chrétienne (lt) (KS).

### Négociations
Au cours du scrutin, l'Union de la patrie remporte une cinquantaine d'élus et devient la première force politique au Parlement, devançant l'Union agraire et des verts qui obtient 32 députés. La cheffe de file de la TS-LKD Ingrida Šimonytė est alors pressentie pour prendre la direction du gouvernement, avec le soutien de deux partis libéraux qui totalisent 22 sièges.
Quatre jours après la tenue des élections, le bureau de l'Union de la partie désigne son président Gabrielius Landsbergis et Ingrida Šimonytė pour mener des discussions avec le Mouvement libéral et le Parti de la liberté, ces deux partis acceptant de leur côté d'ouvrir des négociations en vue de forger une majorité de 74 sièges au Seimas. L'accord de coalition est signé le 9 novembre entre Gabrielius Landsbergis, la présidente du LRLS Viktorija Čmilytė-Nielsen et la présidente du LP Aušrinė Armonaitė, mais un certain nombre de questions sociétales restent encore en suspens.

### Formation
Viktorija Čmilytė-Nielsen est élue le 16 novembre présidente de l'assemblée parlementaire par 106 voix pour et 18 abstentions. Le surlendemain, Ingrida Šimonytė révèle sa liste de 13 ministres, dont six femmes : cinq ministères reviennent à ses alliés libéraux tandis que le ministère de l'Agriculture reste à attribuer et que Gabrielius Landsbergis obtient le ministère des Affaires étrangères, alors qu'il semblait jusqu'à présent exclu du casting ministériel. Le président de la République Gitanas Nausėda indique le 19 novembre aux députés qu'il désigne formellement Ingrida Šimonytė comme candidate à la direction du gouvernement lituanien. Elle reçoit cinq jours plus tard l'investiture du Seimas par 62 voix pour, 10 contre et 41 abstentions, alors que de nombreux députés sont placés à l'isolement en raison d'une contamination par la Covid-19.
Le chef de l'État fait savoir le 4 décembre qu'il repousse la candidature de Kasparas Adomaitis au poste de ministre de la Justice et celle de Dalia Miniataitė pour diriger le ministère de l'Agriculture. Il ajoute avoir fait part de ses doutes au sujet du ministre désigné de la Santé Arūnas Dulkys, mais qu'Ingrida Šimonytė s'était portée garante des compétences de celui-ci. Le Parti de la liberté remplace alors Adomaitis par le vice-ministre de l'Économie Marius Skuodis, tandis que l'Union de la patrie fait appel à l'ancien ministre de l'Environnement Kęstutis Navickas pour se substituer à Miniataitė.
La nouvelle liste de ministres est officiellement approuvée le 7 décembre par Gitanas Nausėda, qui signe le décret de nomination du nouveau gouvernement. Quatre jours plus tard, le gouvernement reçoit la confiance des députés par 78 voix favorables, 30 contre et 20 abstentions. 

## Composition
| Fonction                                             | Titulaire | Titulaire                                                   | Parti       |
| ---------------------------------------------------- | --------- | ----------------------------------------------------------- | ----------- |
| Première ministre                                    |           | Ingrida Šimonytė                                            | Sans/TS-LKD |
| Ministre de la Santé                                 |           | Arūnas Dulkys                                               | Sans        |
| Ministre de l'Intérieur                              |           | Agnė Bilotaitė                                              | TS-LKD      |
| Ministre de la Justice                               |           | Evelina Dobrovolska                                         | LP          |
| Ministre de la Culture                               |           | Simonas Kairys                                              | LRLS        |
| Ministre de l'Agriculture                            |           | Kęstutis Navickas                                           | TS-LKD      |
| Ministre des Affaires étrangères                     |           | Gabrielius Landsbergis                                      | TS-LKD      |
| Ministre de l'Environnement                          |           | Simonas Gentvilas                                           | LRLS        |
| Ministre de l'Énergie                                |           | Dainius Kreivys                                             | TS-LKD      |
| Ministre de la Défense nationale                     |           | Arvydas Anušauskas (jusqu'au 26/03/2024) Laurynas Kasčiūnas | TS-LKD      |
| Ministre de la Sécurité sociale et du Travail        |           | Monika Navickienė                                           | TS-LKD      |
| Ministre de l'Éducation, de la Science et des Sports |           | Jurgita Šiugždinienė (jusqu'au 23/05/2023)                  | TS-LKD      |
| Ministre de l'Éducation, de la Science et des Sports |           | Gintautas Jakštas                                           | Sans        |
| Ministre des Transports et des Communications        |           | Marius Skuodis                                              | Sans        |
| Ministre des Finances                                |           | Gintarė Skaistė                                             | TS-LKD      |
| Ministre de l'Économie et de l'Innovation            |           | Aušrinė Armonaitė                                           | LP          |